# Konzulat Republike Slovenije v Reykjavíku
Konzulat Republike Slovenije v Reykjavíku je diplomatsko-konzularno predstavništvo (konzulat) Republike Slovenije s sedežem v Reykjavíku (Islandija); spada pod okrilje Veleposlaništvu Republike Slovenije na Danskem.
Trenutni častni konzul je Sigtryggur Rósmar Eyţórsson.